# 圓勝院

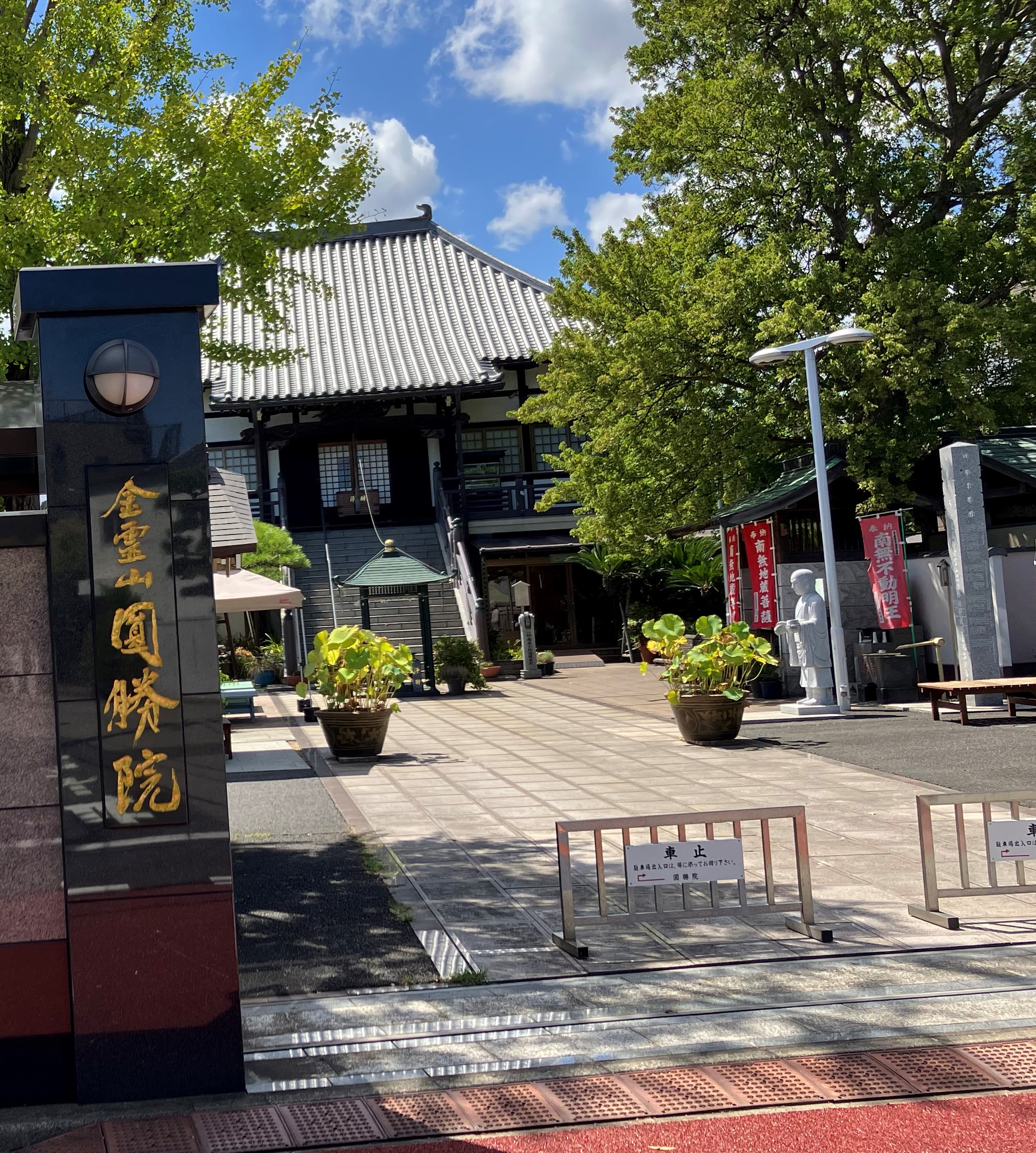
門

圓勝院（円勝院）（えんしょういん）は、東京都江戸川区鹿骨にある、真言宗豊山派の寺院。正式名を「金霊山圓勝院神明寺（きんれいざんえんしょういんじみょうじ）」という。創建は不明。1530年（享禄3年）に圓海律師により中興される。1870年（明治3年）まで鹿骨鹿島神社の別当であった。
江戸川区による「春の史跡ウオーク」のコースにも選ばれている。

## 縁起
1530年（享禄3年）に圓海律師により中興。1689年（元禄2年）に火災で焼失し、鹿骨鹿島神社東南の地から当地へ移転。明治に入り神仏分離、廃仏棄釈により、1870年（明治3年）に鹿骨鹿島神社の別当を辞す。1874年（明治7年）、観音寺、乗勝院、薬王寺を合併し、圓勝院と称して今日に至る。
本堂には大日如来の化身である阿弥陀如来を祀り、その他に不動明王や十一面観音、吉祥天を祀っている。また、国事殉難者を祀った平和の碑を境内に建立している。
1973年（昭和48年）に弘法大師生誕1200年記念事業として、また、1992年（平成4年）に興教大師850年御遠忌記念事業として、それぞれ本堂の改修が行われている。

## 文化財
- 板碑・徳治三年戊申四月日銘 - 江戸川区指定有形文化財・歴史資料。1982年（昭和57年）指定。[1]
- 板碑・応長元年十二月銘 - 江戸川区指定有形文化財・歴史資料。1984年（昭和59年）指定。[4]

## 行事
- 春彼岸会
- 施餓鬼会（せがきえ）
- 秋彼岸会
- 護摩供養

## アクセス
乗用車
- JR東日本総武線小岩駅から約10分。京葉道路（国道14号線）に出て右折し、二枚橋交差点を右折。西之橋交差点の2本先を左折して左側に位置

公共交通
- 都営新宿線「篠崎駅」より
  - 京成バス（新小71）新小岩駅行「鹿骨」下車 徒歩2分
- JR総武線「新小岩駅」より
  - 京成バス（新小71）瑞江行または江戸川スポーツランド行に乗車、「鹿骨」下車 徒歩2分
- JR総武線「小岩駅」より
  - 京成バス（小76）葛西駅行または江戸川スポーツランド行に乗車、「鹿骨区民館」下車 徒歩3分